# Juan Romero
Juan Ángel Romero Isasi (ur. 27 grudnia 1934 w Campo Grande, zm. 17 czerwca 2009) – piłkarz paragwajski noszący przydomek Romerito, napastnik. Później trener.
Urodzony w Campo Grande Romero karierę piłkarską rozpoczął w 1952 roku w klubie Club Olimpia.
Jako piłkarz klubu Olimpia wziął udział w turnieju Copa América 1953, gdzie Paragwaj zdobył tytuł mistrza Ameryki Południowej. Romero zagrał w siedmiu meczach – z Chile, Ekwadorem, Peru (zmienił go Alejandro Arce), Urugwajem, Boliwią (zdobył bramkę), Brazylią (zmienił go Luis Lacasa) i w decydującym o mistrzowskim tytule barażu z Brazylią (zmienił go Luis Lacasa). Romero zrobił podczas turnieju wielkie wrażenie na widzach, a dziennikarze argentyńscy nadali mu przydomek „Poeta de la Zurda” (czyli poeta lewej strony), zarezerwowany dotąd dla legendarnego gracza lat 30. Enrique Garcíi.
W Olimpii grał do 1954 roku, a następnie przeniósł się do urugwajskiego klubu Club Nacional de Football. Jako gracz Nacionalu wziął udział w turnieju Copa América 1955, gdzie Paragwaj zajął przedostatnie, piąte miejsce. Romero zagrał tylko w meczu z Chile, gdzie zmienił na boisku Juana Cañete.
Rok później wziął udział w turnieju Copa América 1956, gdzie Paragwaj ponownie zajął przedostatnie, piąte miejsce. Romero zagrał w trzech meczach – z Argentyną, Peru i Chile.
Razem z Nacionalem Romero trzy razy z rzędu zdobył tytuł mistrza Urugwaju – w 1955, 1956 i 1957 roku. W sumie strzelił dla Nacionalu 104 bramki.
W 1960 roku przeniósł się do Hiszpanii, gdzie przez kilka sezonów grał w klubie Elche CF. Na koniec w sezonie 1966/67 rozegrał w Elche 21 meczów i zdobył 6 bramek. Łącznie w pierwszej lidze hiszpańskiej jako gracz Elche rozegrał 187 meczów i zdobył 80 bramek, będąc największą gwiazdą klubu.
W 1967 roku przeszedł do Hércules CF, a w 1968 roku do Club Deportivo Ilicitano, gdzie w 1970 roku zakończył karierę piłkarską.
Romero był wyśmienitym technikiem. Potrafił bardzo precyzyjnie dośrodkowywać, a ponadto sam świetnie strzelał na bramkę. Strzelał krótko i bez zamachu, z czego słynął w owym czasie także słynny węgierski napastnik Ferenc Puskás.
Po zakończeniu kariery piłkarskiej został trenerem. W latach 1974–1975 pracował w klubie Albacete Balompié. Pracował też w klubach Crevillente, CD Eldense, Alicante CF, CD Almoradí, Villena CF, Callosa, Águilas CF, UD Aspense, Monóvar oraz Campello. Trzykrotnie – w 1985, 1987 i 1995 roku – był trenerem klubu Club Guaraní. W latach 1988–1989 był trenerem reprezentacji Paragwaju.